# عبد المجيد محمود
المستشار/ عبد المجيد محمود (نوفمبر 1946 -) النائب العام المصري منذ أن عيّنه الرئيس مبارك خلفًا لماهر عبد الواحد في يوليو 2006 إلى نوفمبر 2012- وجاء بعده المستشار طلعت إبراهيم بتعيين من الرئيس السابق مرسي. في يوليو 2013 رجع لمنصبه مرة أخرى بعدما أقرت محكمة النقض المصرية ببطلان قرار عزله. ، و قد اعتذر محمود عن منصبه بعد أيام لاستشعاره الحرج 
ولطبيعة منصب النائب العام في مصر، يكتسب صاحبه حصانة من العزل أو الإقالة، فلا يبعده عن منصبه شيء سوى الوفاة أو بلوغ سن التقاعد أو تقديم استقالته بمبادرة منه، وفقًا لما تنص عليه المادة 119 من قانون السلطة القضائية الحالي، وثمة انقسام قانوني في تفسيرها.

## الدراسة
- ليسانس حقوق من كلية الحقوق بجامعة القاهرة عام 1967م.
- حصل على شهادة الدكتوراه من جامعة القاهرة عام 2010م عن رسالته حول الجريمة المنظمة عبر الوطنية.[4]

## تدرجه الوظيفي

### في النادي الأهلي
دخل عبد المجيد محمود العمل العام عندما انتُخب عضوًا بمجلس إدارة النادي الأهلي المصري في الفترة من 1980 وحتى 1984، وكذلك الفترة من 1988 وحتى 1992، ثم عينته الجهة الإدارية عضوًا بمجلس إدارة النادي الأهلي في الفترة من عام 1992 حتى 1996، ومن عام 1996 حتى عام 2000.

### في القضاء
تدرج في المناصب كالتالي:
- عمل معاونا للنيابة عام 1969
- عُيّن رئيسا للنيابة عام 1979.
- عمل محاميا عاما عام 1985
- عين رئيسا لمحاكم استئناف القاهرة عام 1992.
- انتُدب وكيلا أول لإدارة التفتيش القضائي في النيابة العامة عام 1993،
- عُيّن نائبا عاما مساعدا لنيابة استئناف القاهرة عام 1996،
- تولى سلطة النائب العام بالقرار رقم 225 لعام 2006 والصادر من رئيس الجمهورية في 1 يوليو 2006.

### محاكمات رموز النظام السابق
شهدت فترة توليه هذا المنصب قبل 2011 التحقيق مع شخصيات معروفة منها هشام طلعت مصطفى وهاني سرور، ثم ما بعد الثورة التحقيق مع رموز من النظام وعلى رأسهم الرئيس مبارك وحبيب العادلي
بعد اندلاع ثورة يناير بفترة وبعد ضغط الرأي العام والتظاهر في الميادين.

### الحكم في موقعة الجمل
أثار الحكم الصادر في أكتوبر 2012 والذي قضي ببراءة كافة المتهمين في الأحداث التي عُرفت باسم «موقعة الجمل» - وعددهم يفوق العشرين من المسئولين في النظام السابق من ضمنهم فتحي سرور وصفوت الشريف - عن تهمة التحريض على قتل المتظاهرين استياءً شعبيًا واسعًا، ورجوعًا إلى ميدان التحرير مطالبةً بالقصاص لقتلى الثورة، أدّى إلى إصدار رئيس الجمهورية محمد مرسي قرارًا بتعيينه سفيرًا لمصر في الفاتيكان ما يعني إقالته ضمنيًا، لكنّه تمسّك بمنصبه مسندًا بأعضاء نادي القضاة المصري، ورفض ترك منصبه فقرر مرسي الإبقاء عليه في منصبه يوم 13 أكتوبر 2012.
وأثار القرار جدلًا شعبيًا لأنّه يعدّ مخالفةً لنصوص قوانين هدفها استقلال القضاء في مصر وتمنح النائب العام حصانة كاملة خصوصًا كما أنّها لا تُعطي السلطة التنفيذية ولا رئاسة الجمهورية صلاحية إقالته هو أو أي عضو آخر في السلطة القضائية تحقيقًا لمبدأ الفصل بين السلطات، رغم أنّ هذا ما حدث حين تعيينه حيث أصدر الرئيس المخلوع حسني مبارك الأمر باستبدال ماهر عبد الواحد بعبد المجيد محمود نفسه.

#### انتقادات
وجهت الكثير من الاتقادات لعبد المجيد محمود بسبب ما إعتبره المنتقدون استقواءً بالقوى السياسية لمواجهة المطالبات باستقالته وتنحيه عن منصبه 
وكان قد انتشر خبر قبل قرار الإقالة بحوالي أسبوعين على عدد من المواقع الإخبارية يفيد بإقالة محمود وتعيين المستشار زكريا عبد العزيز (الرئيس السابق لنادي القضاة المصري) بدلا منه، أثناء وجوده في ألمانيا في رحلة علاجية، لكن نفي الخبر من بعدها واعتبر «بالونة اختبار».

#### إحالته للتقاعد
في يوم 2012/11/22 جاء بيان تليفزيونى من المتحدث باسم رئاسة الجمهورية ياسر علي بتحويله إلى التقاعد وذلك ضمن إعلان دستوري مكمل بقرار من رئيس الجمهورية محمد مرسي وقام بتعين بدلاً منه المستشار طلعت إبراهيم.